# Jigme Choedra
Truelku Jigme Choedra  né le 22 août 1955 est le 70e Je Khenpo, l'abbé en chef du corps monastique central au Bhoutan en 1996. C'est le plus ancien titulaire de cette fonction.

## Jeunesse et éducation
Il est né de l'union entre Yab Rinzin Dorji et Yum Kuenzang Choden à Lhuentse, une ville et un siège social du district éponyme de Lhuentse dans le nord-est du Bhoutan, le 22 août 1955. Truelku Jigme Choedra fut reconnu pour être la réincarnation de Vénérable Guéshé Pema Tshering, professeur spirituel "Terre de Compassion Bouddha Edmonton" au centre bouddhiste tibétain du monastère de Tharpaling situé dans la vallée de Chumey à Bumthang (Bhoutan) au Bhoutan .

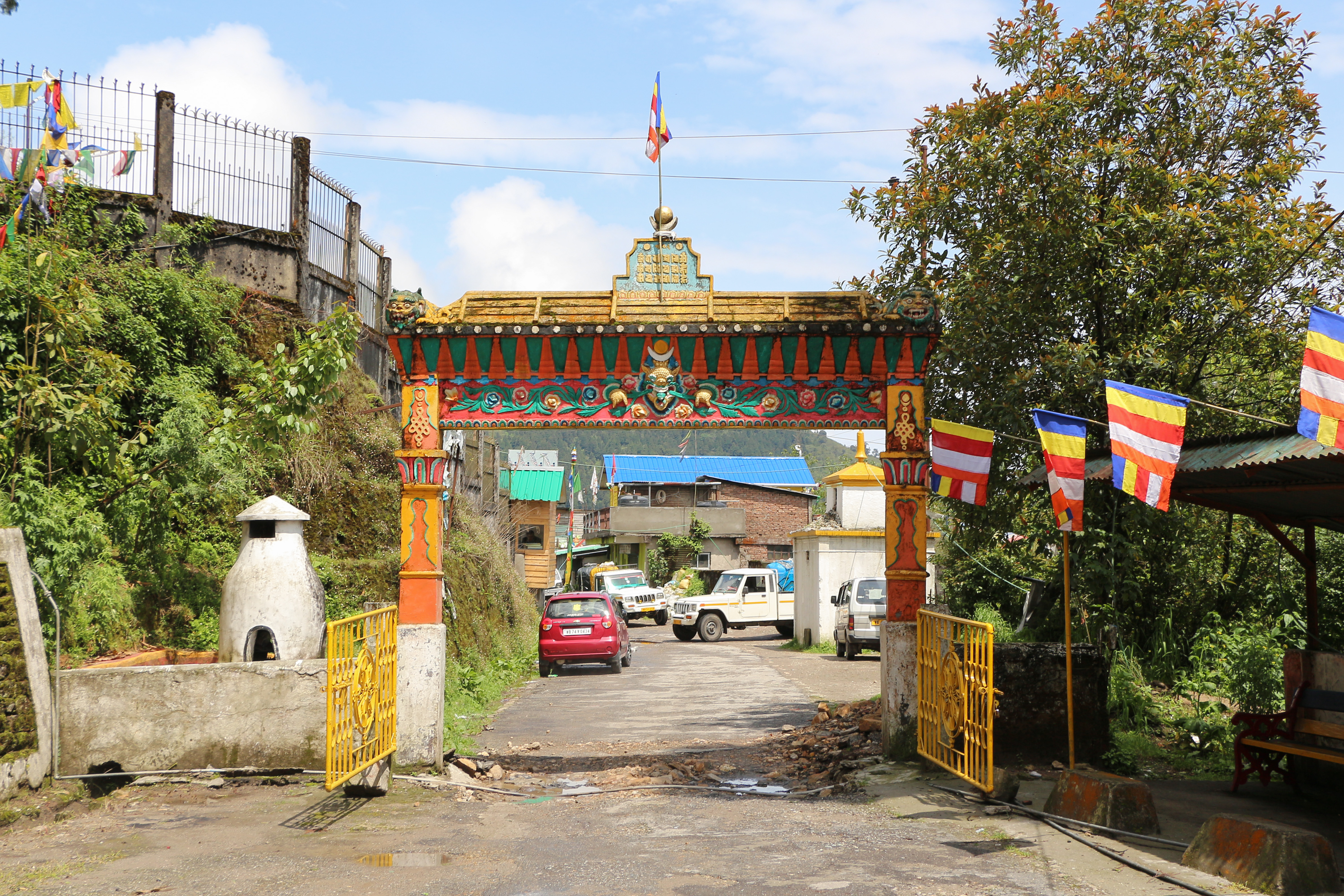
Monastère de Choeling, Ghum

Truelku Jigme Choedra a rejoint le Monastère de Ghum à Darjeeling, en Inde, à l'âge de huit ans. Il a été ordonné moine en prononçant son engagement avec la bénédiction du Rinpoché Drukpa Thuksey, puis a étudié  dans le monastère de Khenpo Sonam Darge et dans celui de Khenpo Noryang. Plus tard, il a étudié sous l'autorité de Jigdral Yeshe Dorje, maître d'une ligne éminente de tulkus de l'école Nyingmapa du bouddhisme tibétain.
À l'âge de 15 ans, il est retourné au Bhoutan et a étudié au Tango Drupdey à Thimphu sous le 98e Je-Khenpo Ngawang Tenzin Dhondup. Il a reçu les initiations complètes et les enseignements de la tradition Drukpa Kagyu et Dzogchen (la plus haute réalisation). Il maîtrisait les pratiques du Mahamudra, la méditation de Naro Choedrug (les six cercles de Ro-Nyom Kordrug). Truelku a également étudié la langue et la littérature et les 13 textes philosophiques différents sous Sa Sainteté le 69e Je-Khenpo Guéshé Geduen Rinchen.

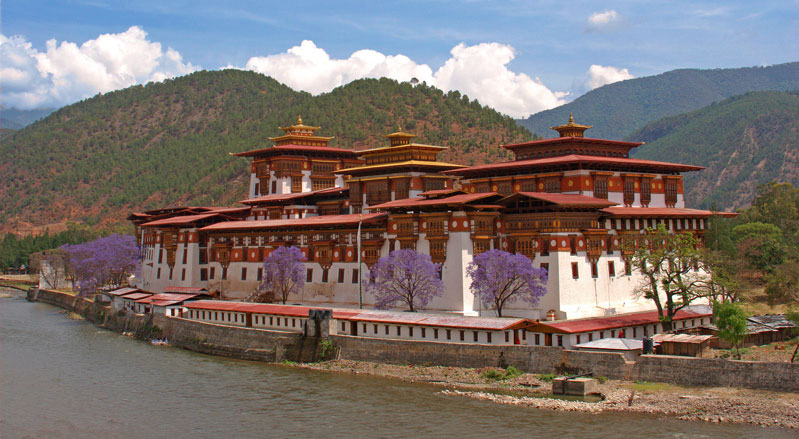
Punakha Dzong

## Méditation et retraite
Truelku Jigme Choedra a réalisé et terminé une retraite spirituelle de trois ans « Losum Choesum ».

## Positions principales tenues
Truelku Jigme Choedra a été nommé à la tête du monastère de Tango et a enseigné la langue et la philosophie bouddhiste. En 1986, il a été nommé Drapoi Lopen du corps monastique central et a démissionné en 1990. En 1995, le 4e roi Jigme Singye Wangchuck l'a nommé Dorji Lopen.